# Hipsheim
Hipsheim es una localidad y  comuna francesa situada en el departamento de Bajo Rin, en la región de Alsacia. Tiene una población de 770 habitantes (según censo de 1999) y una densidad de 170 h/km².

## Demografía
| 491                        | 523 | 475 | 514 | 631 | 770 |
| (Fuente: [cita requerida]) |     |     |     |     |     |

## Patrimonio
- Iglesia de Saint Ludan
- Capilla de Saint Wendelin